# Measat–3A
Measat–3A (Malaysia East Asian Satellite) maláj kommunikációs űreszköz.

## Jellemzői
Feladata, modernizált technikai eszközeivel tovább folytatni a kommunikációs szolgáltatást.

## Küldetés
Építette a világ egyik vezető gyártója, az Orbital Sciences Corporation (amerikai), a műhold egy Star–2 modell platformjára épült. Üzemeltetője a MEASAT Satellite Systems Sdn., korábban Binariang Satellite Systems Sdn (BHD).
Megnevezései: Measat 1R; COSPAR: 2009-032A; SATCAT kódja: 35362.
2009. június 21-én a Bajkonuri űrrepülőtérről, az LC-45/1 (LC–Launch Complex) jelű indítóállványról egy Zenit-2SLB/DM-SLB hordozórakétával állították közepes magasságú Föld körüli pályára. Az orbitális pályája 1436,19 perces, 91.5° hajlásszögű, geostacionárius pálya perigeuma 35 775 kilométer, az apogeuma 35 802 kilométer volt.
Fellövését követően végrehajtott tesztek jelezték, hogy az űreszköz berendezései megfelelően működnek mikrogravitációs körülmények között.
Háromtengelyesen forgás stabilizált űregység. Formája téglatest, kezdeti tömege 5216, műszerezettsége 2417 kilogramm. Számítógépe szabályozható, képes önellenőrzést végrehajtani, a földi kezelő állományt tájékoztatni. Az űreszköhöz gallium-arzenid napelemek rögzítettek (40 százalékkal nagyobb hasznos teljesítmény: 3.6 kW), éjszakai (földárnyék) energia ellátását újratölthető nikkel-kadmium akkumulátorok biztosították. Telemetriai szolgáltatását a 12 (+3 tartalék) C-sávos, valamint a 12 (+3 tartalék) Ku-sávos transzponder a könnyű, nagy hatásfokú antenna, egyéb antennáival segítette. Hajtóanyaga (hidrazin) és gázfúvókái segítették a stabilitást és a pályaeleme tartását.